# 누룽지 선생과 감자 일곱개
《누룽지 선생과 감자 일곱개》는 1999년 8월 30일부터 2000년 2월 25일까지 방송되었던 어린이 드라마이다. 현재는 작품을 볼 방법은 유튜브 하이라이트 영상뿐이다. 2000년에 VOD서비스를 제공했으나 아쉽게도 저화질이었고 현재는 모든 영상이 유실된 상태다.

## 소개
강원도 동강 부근의 시골 분교를 배경으로 아름다운 자연환경과 더불어 살아가는 교사, 전교생 7명인 아이들, 마을 사람들이 살아가는 이야기 등을 다룬 어린이 드라마이다. 현재는 볼 방법이 아예 없다.

## 출연진
- 김무생 : 황구탁 역. 마을 이장.
- 유동근 : 구달중 역. 서울에서 진진 분교로 전근 온 노총각 남자 교사.
- 윤용현 : 지봉달 역.
- 김윤건
- 문근영 : 한미소 역. 서울에서 전학온 츤데레 여학생이다.
- 김수미 : 신순이 할머니 역. 학교 근처 점방 주인.
- 김하균 : 황평도 역. 황치국의 아버지.
- 이창훈 : 양병구 역. 양행순의 아버지.
- 이금주 : 이말순 역. 양행순의 어머니.
- 김경재 : 황치국 역. 이장 황 노인의 손자.
- 안재홍 : 엄철구 역.
- 유금란 : 이유정 역. 희라의 어머니.
- 황종호 : 장만길 역.
- 황지온 : 윤세영 역.ㅡ달중 의 사랑 을 뿌리치고 떠난다
- 김성은 : 고차순 역.
- 김대은 : 강지석 역.
- 김가영 : 양행미 역. 양행순의 여동생 역.
- 정종준 : 강득수 역. 강지석의 아버지.
- 차영옥 : 강지석의 어머니 역.
- 김선화 : 김귀녀 역. 황치국의 어머니 역.
- 이성용 : 한미소의 아버지 역.
- 미상 : 한미소의 어머니 역.
- 김광필

## 결방 사유
- 1999년 10월 29일 : KBS 스포츠 1999 프로야구 KBO 한국시리즈 5차전 (한화 VS 롯데) 중계방송으로 인한 결방